# Stade des Martyrs
Das Stade des Martyrs (Märtyrerstadion) ist ein Multifunktionsstadion in der kongolesischen Hauptstadt Kinshasa. Es hat eine Kapazität von 80.000 Plätzen und wird vornehmlich für Fußballspiele der Vereine Daring Club Motema Pembe und Inter Kinshasa genutzt.
Es wurde 1994 mit chinesischer Unterstützung errichtet und ersetzte das alte, etwa einen Kilometer entfernte Stade Tata Raphaël, in dem 1974 der als Rumble in the Jungle bekannt gewordene Kampf von Muhammad Ali und George Foreman stattfand, als Nationalstadion der Demokratischen Republik Kongo.